# Місце спринтера вакантне
«Місце спринтера вакантне» — радянський художній фільм 1976 року, знятий режисером Анатолієм Івановим на Кіностудії ім. О. Довженка.

## Сюжет
Про спорт, про високий професіоналізм та моральні принципи спортсменів-велогонщиків.

## У ролях
- Сергій Комаров — головна роль
- Борис Бачурін — головна роль
- Паул Буткевич — головна роль
- Станіслав Станкевич — роль другого плану
- Олексій Кожевніков — роль другого плану
- Лев Перфілов — Бунін
- Інесе Янсоне — роль другого плану
- Броне Марія Брашкіте — роль другого плану
- Гурам Пірцхалава — роль другого плану
- Юрій Вяземський — роль другого плану
- Геннадій Болотов — епізод
- Георгій Дворников — епізод
- Микола Гудзь — епізод
- Юрій Мисєнков — епізод
- Андрій Праченко — епізод
- Віктор Панченко — епізод

## Знімальна група
- Режисер — Анатолій Іванов
- Сценарист — Станіслав Токарєв
- Оператор — Андрій Владимиров
- Композитор — Вадим Ільїн
- Художники — Михайло Юферов, Олександр Шеремет